# The Rose Garden
The Rose Garden (engl. für ‚Der Rosengarten‘) war eine US-amerikanische Psychedelic-Rock-Band.

## Geschichte
Die Folk-Sängerin Diana De Rose schloss sich in der Mitte der 1960er Jahre mit vier Musikern zusammen und sie benannten die Formation Rose Garden. 1967 nahmen sie bei Atco-Records die Platte Next Plane to London auf und landeten ihren ersten Chart Hit; Platz 17 der US-Charts. Es folgte im März 1968 noch ein Platz 2 mit dem Song If My World Falls Trough; Ende 1968 löste sich die Formation aufgrund persönlicher Unstimmigkeiten auf.

## Diskografie

### Alben
- 1967: The Rose Garden

### Singles
- 1967: Next Plane to London
- 1968: If My World Falls Through